# Barbara Klicka

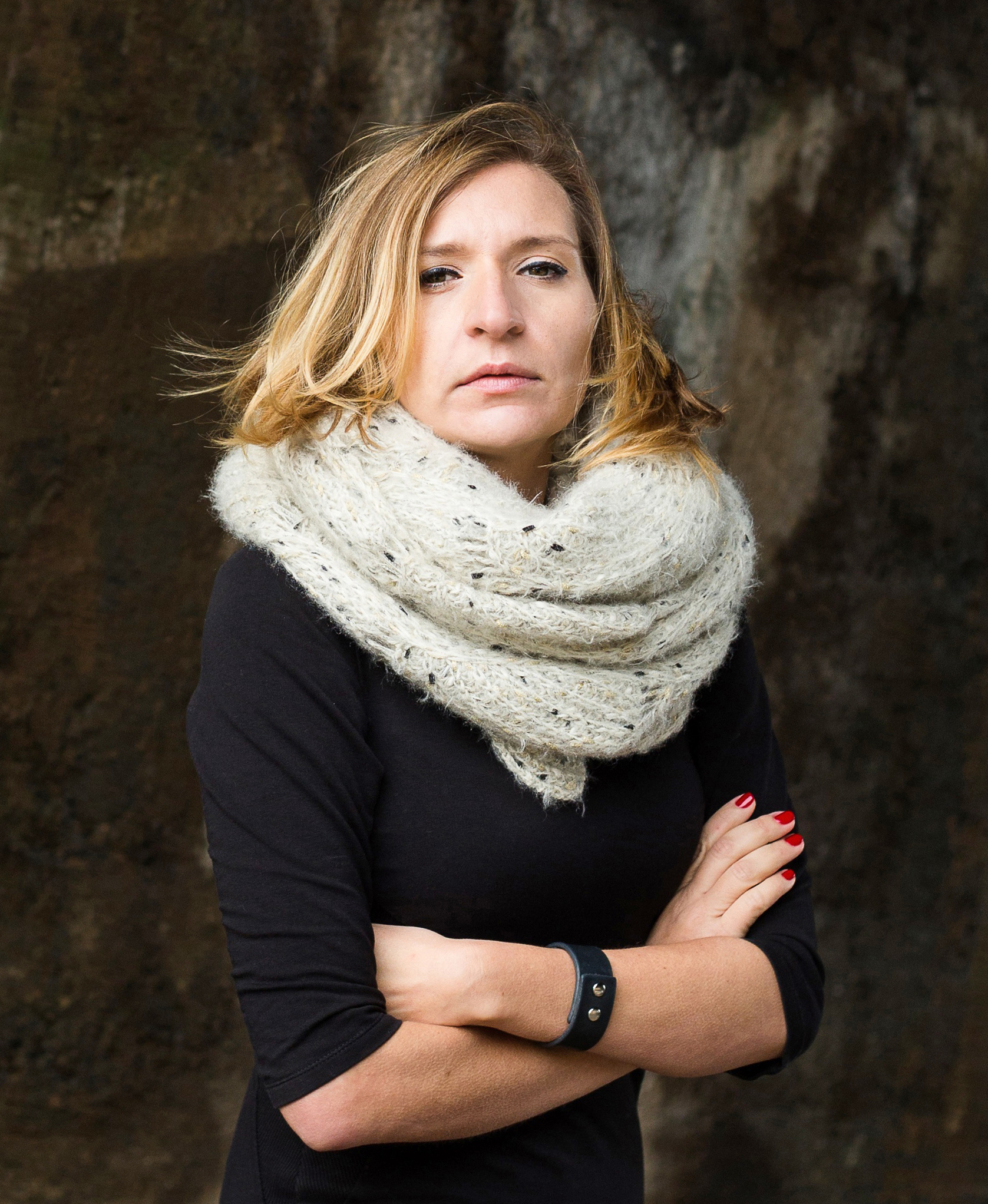
Barbara Klicka (2016)

Barbara Klicka (* 30. April 1981) ist eine polnische Dichterin und Redakteurin.

## Leben
Klicka debütierte 2000 mit dem Band Wrażliwiec.
Von 2010 bis 2014 war sie Redakteurin der Zeitschrift Cwiszn, die der jüdischen Kultur und dem Jiddischem gewidmet war. Sie war auch mit Jacek Dehnel am Projekt Nowy Tajny Detektyw beteiligt, aus dem ein Buch, eine CD und ein Blog entstanden sind.
2015 war sie am Album Czarny war der Band Pochwalone beteiligt. Zudem war sie für die Dramaturgie des Stücks Die Troerinnen nach Euripides verantwortlich, das im März 2016 im Polnischen Theater in Posen aufgeführt wurde.
Sie lebt in Warschau.

## Werk
In Klickas Dichtung wird oft die Körperlichkeit thematisiert und erforscht. Ferner weist ihre Dichtung durch den häufigen Gebrauch der 2. Person Singular einen Dialogcharakter auf.

## Bibliografie
- Wrażliwiec, 2000
- same same, 2012 (nominiert für den Breslauer Lyrikpreis Silesius 2013)
- nice, 2015 (Gewinner des Breslauer Lyrikpreises Silesius 2016 und Gewinner des Literaturpreises Gdynia 2016)